# Parvisedum pumilum
Parvisedum pumilum là một loài thực vật có hoa trong họ Crassulaceae. Loài này được (Benth.) R.T. Clausen miêu tả khoa học đầu tiên năm 1946.